# Ка Лонга (Бергамо)
Ка Лонга је насеље у Италији у округу Бергамо, региону Ломбардија.
Према процени из 2011. у насељу је живело 86 становника. Насеље се налази на надморској висини од 256 м.